# Lilian Garcia
Lilian Annette García (* 19. srpna 1973) je španělsko-americká zpěvačka a ringová hlasatelka ve společnosti World Wrestling Entertainment (WWE).

## Dětství a kariéra
Lilian se narodila 19. srpna 1973 ve španělském Madridu. Svých prvním osm let života strávila a byla vzdělávána na vojenské základně u amerických ambasád kvůli tomu, že zde její otec pracoval. Po návratu do Spojených států vystudovala střední školu Irmo High School ve městě Kolumbie v Jižní Karolíně. Poté šla na univerzitu v Jižní Karolíně kterou absolvovala s vyznamenáním. Lilianina rodina pochází z Portorika.
Byla finalistkou soutěže krásy Miss South Carolina. Také na začátku 90. let chvíli moderovala populární ranní show "YES 97" s Chuckem Finleyem na rádiové stanici WYYS. Sloužila i jako karaoke hostitelka v nočním klubu Nitelites v hotelu Embassy Suites.

## Hudební kariéra
Když byla malá, účastnila se pěveckých soutěží se svou sestrou. Když byla náctiletá, odstěhovala se do Kolumbie (Jižní Karolína) kde si našla kapelu. Později s ní zpívala po klubech v celé Kolumbii. Její matka jí vždy doprovázela, aby se do klubu Lilian vůbec dostala. V roce 1990 se objevila jako zpěvačka ve filmu Moderní láska.
Kromě své hlasatelské práce ve World Wrestling Entertaiment zpívala Lilian před většinou show Monday Night Raw národní hymnu Spojených států amerických a to od 14. února 2000 až do svého odchodu 21. září 2009. Vlastník WWE, Vince McMahon, jí požádal aby zazpívala americkou vlasteneckou píseň 'America the Beautiful' i na WrestleManii 2000 a WrestleManii 21 čímž doplnila hvězdy jako Aretha Franklinová, Ray Charles, Reba McEntire, Gladys Knight a Wille Nelson. Lilian se tak stala druhou zpěvačkou která zpívala na WrestleManii více než dvakrát, první byla Aretha Franklinová.
Mimoto Lilian zpívala i na National Football League, National Basketball Association, National Hockey League a Major League Baseball. Také v roce 1996 vystupovala na letních olympijských hrách, Macy's Thanksgiving Day Parade a Když hvězdy tančí jako otevírací představení pro Jamese Browna.
Její první singl, "Shout", debutoval v říjnu 2002 na 69. místě v hitparádě Billboard Hot 100. O několik let později v rozhovoru uvedla: "Když před několika lety vyšel můj první singl, a byl to jenom song, pamatuji si jak se hned první týden umístil na 69. místě v Billboard Hot 100. Vzala jsem Billboard, běžela ulicemi New Yorku a křičela: 'Jsem částí Billboardu! Jsem částí Billboardu!'. Chci tu chvíli zažít ještě jednou."
Lilian také nazpívala 'theme song' pro divu Torrie Wilsonovou, "Need A Little Time", tento song pak v roce 2002 WWE vydala na svém albu které obsahovalo všechny theme songy. Společně s producenty Doug Kistnerem a Anthony Krizanem se v roce 2004 podílela na songu "You Just Don't Know Me At All" který pak používala při svém příchodu na WWE house-shows.
Na svém debutovém albu Lilian v roce 2005 spolupracovala s Grammy oceněným producentem George Noriega a Timem Mitchellem a později i s hvězdami jako Shakira, Ricky Martin nebo Jennifer Lopez. 13. srpna 2007 na epizodě show Raw oznámila, že název jejího nového alba je ¡Quiero Vivir!, v překladu Chci žít. Album bylo vydáno 9. října 2007 prostřednictvím Universal Music Latino. Lilian napsala všech 11 písní na albu včetně duetu s Jonem Secadou, "Adonde".
Po jejím odchodu z WWE v roce 2009 začala Lilian pracovat na novém albu. To by mělo být převážně v angličtině s krátkými španělskými částmi. Společně s George Noriega a Tim Mitchell nahrála v únoru 2011 v Miami na Floridě svou první píseň pro toto album.
Lilian se objevila na 53. předávání cen Grammy které se konalo dne 13. února 2011 ve Staples Center v Los Angeles. Její představení bylo druhý den ukázáno na show Jimmy Kimmel Live!.

## Osobní život
Dříve byla krátce vdaná. Svého druhého manžela, Chrise, si vzala 28. září 2009.
Sama sebe popisuje jako "vojenského spratka" a "La Española Boricua" (portoricko-španělská žena). Umí plynule mluvit španělsky a anglicky.
Dne 17. března 2007 si Lilian zlomila koleno při lyžování v Killington, Vermont a vzniklo jí zkřížení předního kolenního vazu.
Její první album, ¡Quiero Vivir!, bylo vydáno 9. října 2007.